# 唐子橋
唐子橋（からこばし）は埼玉県東松山市葛袋と同市石橋の間を流れる都幾川に架かる埼玉県道41号東松山越生線、および埼玉県道344号高坂上唐子線の道路橋である。

## 概要
都幾川の終点より5.4 kmの地点に架かる橋長258メートル、幅員9.5メートル、最大支間長50.9メートルの鋼単純合成箱桁橋である。歩道は車道を挟んだ上流側および下流側の両側に設置されている。橋には口径400ミリの水道管も併設されている。すぐ西側には関越自動車道の都幾川橋が近接して架かる。
路線バス等の公共交通機関の経路には使用されていない。最寄りのバス停留所は東松山市内循環バス（唐子コース）の「南中学校」バス停留所となる。
都幾川における国土交通省の水位の測定地点（唐子橋水位観測所）のひとつである。また、埼玉県の第二次緊急輸送道路に指定されている。

## 歴史

木橋の旧唐子橋（1961年）

大正期以前にはこの場所に橋は架けられず、いつから存在していたか定かではないが「天神河原の渡し」と称される渡船場が設けられていた。渡船二艘（人渡し一艘、馬渡し一艘）を有する私設の渡船場（私渡）であった。六人の船頭が渡船場の運営を行ない、船番の小屋が右岸側にあった。
通行料が必要な渡船場で、賃銭は1880年（明治13年）の時点では徒歩、牛馬、人力車、駕籠では何れも金三厘五毛（5歳以上12歳未満の者は賃銭を半額）であった。渡船場の廃止時期は不明、渡し場へ至る道は両岸側とも残されている。
1928年（昭和3年）9月に唐子橋が初めて架設され開通した。架橋地点は現行の橋の上流側である。橋長200メートル、幅員4.5メートルの木橋である。木製でありながら堅牢な造りであり、自動車の通行も可能であった。
橋名は架橋地点である旧唐子村地内に所在したことに因む。
1961年（昭和36年）に下流側に東松山橋が架けられるまでは、東松山の市街地と同市の高坂地区や坂戸方面を結ぶ重要な交通路であった。
1968年（昭和43年）5月にやや川下側に新しい唐子橋が工費約29万円で完工され、一般県道越生東松山線の橋として開通した。
橋長200メートル、幅員4.5メートルの木桁橋である。
現行の橋は関越自動車道の建設の進展に伴い、本橋や取付道路が支障したこと契機となり、関越自動車道の都幾川橋の川下側に永久橋として架け直されたものである。事業主体は埼玉県で、上部工の施工は日本車輌製造が担当した。
1973年（昭和48年）3月に橋は完工され、旧橋より付け替えられた。なお、関越自動車道の都幾川橋（都幾川橋梁）も1973年（昭和48年）に架けられ、1975年（昭和50年）8月8日に川越ICと東松山IC間が開通した。
2008年（平成20年）3月に橋に併設されている水道管が老朽化したため、更新工事が行なわれた。

## 周辺
この橋の約1.2 km上流側で、稲荷橋とのほぼ中間地点に河川の管轄の境界がある。境界より上流側は埼玉県、下流側は国（国土交通省 荒川上流河川事務所）が河川の管理を行なっている。
- 東松山インターチェンジ
- 東松山市立南中学校
- 東松山葛袋産業団地
- 化石と自然の体験館
- 浄光寺
- 萬蔵寺
- 氷川神社
- 唐子橋水位観測所

## その他
- 唐子橋は埼玉県のぐるっと埼玉サイクルネットワーク構想に基づき策定された「自転車みどころスポットを巡るルート」の「BIG公園巡りルート」の経路に指定されている[15]。

## 隣の橋
- 都幾川

（上流） - 稲荷橋 - 都幾川橋 - 唐子橋 - 都幾川橋梁 - 東松山橋 - （下流）